# Економічна історія
Економі́чна істо́рія — наука, що досліджує еволюцію господарського буття та економічної діяльності людства з найдавніших часів до сьогодення, вивчає закономірності історичного розвитку економічних систем країн світу з урахуванням різних критеріїв періодизації світогосподарського розвитку.

## Основні сфери інтересів
Вивчення явищ і процесів, пов'язаних з еволюційним розвитком і взаємодією господарської діяльності суспільства. Економічна історія займає проміжне положення між історичною та економічною науками, є однією з так званих суміжних наук.

## Історичні аспекти
Економічна історія — наука відносно молода. Вона зародилася в XVI ст. Однак лише з розвитком капіталізму економічна історія набула статусу науки. У середині XIX ст. економічна історія сформувалась у самостійну галузь економічного знання. Біля її джерел стояли економісти багатьох країн. В останній третині XIX ст. в окремих вишах Європи та США економічна історія почала викладатися в лекційних курсах.
В Україні вперше такий курс прочитав професор Харківського університету Володимир Левитський. Предметом науки вчені другої половини XIX ст. вважали еволюцію господарської діяльності народів від первісної епохи до сучасності. За більше ніж 150 років існування науки змінилося кілька її назв: історія господарського побуту, історія народного господарства, історія економіки. В Україні в останнє десятиліття прижилася назва «економічна історія».

## Основні напрямки
Економічна історія — це наука, яка вивчає економічне життя людей в усій його багатогранності з найдавніших часів до наших днів.
Економічна історія — самостійна наука, особлива система знань, що розвивається і використовує загальні й специфічні, економічні та історичні методи пізнання. Вона розвивається в тісному взаємозв'язку з економічною теорією, під її вирішальним впливом.
Економічна історія повною мірою виконує функцію прогнозування. Адже досліджуючи те чи інше явище в економіці, необхідно не лише точно встановити, а і якомога вірогідніше передбачити його майбутній розвиток. А це можна зробити, спираючись лише на минуле. Економічна історія — це історія постійного руху, змін, зрушень у структурі економіки. Вона вивчає минуле, а також аналізує поточну економічну діяльність. Завдання економічної історії — розширити світогляд, сформувати економічну культуру майбутнього економіста. Економічна історія незалежно від того, чи можна її використовувати для безпосередньої перевірки економічних законів або визначення правильності (хибності) економічної політики, являє собою колективну пам'ять і є джерелом народної мудрості. Економічна історія виконує не лише світоглядну, а й важливу гуманістичну функцію — навчає економіста, менеджера, що будь-яке господарське рішення має як господарське вираження, так і конкретну політичну і моральну ціну. У процесі навчання економічна історія на конкретних прикладах допомагає засвоїти економічну термінологію, формує економічне мислення, надає йому реалізму, історизму і масштабності. Не варто перебільшувати роль економічної історії при підготовці фахівців, як це робили представники німецької історичної школи, які заявляли, що історія має переважати в економічній освіті. Однак не можна зводити її до ролі «додатка» до загальнопрофесійних і спеціальних економічних дисциплін. Слід зважити на зарубіжний досвід, де економічна історія в більшості вищих навчальних закладів стала необхідною складовою частиною професійної підготовки не лише економістів, а і юристів, політологів, соціологів тощо.

## Функції
Як наука економічна історія виконує ряд функцій:
- пізнавальна;
- практична (прагматична);
- світоглядна;
- прогностична
- історична;
- гуманітарна;

## Нобелівські лауреати
- Мілтон Фрідман — лауреат Нобелівської премії з економіки за 1976 рік «за досягнення в області аналізу споживання, історії грошового обігу і розробки монетарної теорії, а також за практичний показ складності політики економічної стабілізації.»
- Роберт Фогель, Дуглас Норт — 1993 рік, «за нове дослідження економічної історії за допомогою економічної теорії та кількісних методів для пояснення економічних і інституційних змін.»
- Мертон Міллер — 1990

## Економісти про економічну історію
Людвіг фон Мізес про економічну історію:
|                                      | Економічна історія - це розвиток розподілу праці. |
| — Nation, State, and Economy, p. 134 |                                                   |

|                                            | По суті економічна історія являє собою літопис методів державного регулювання, які провалилися внаслідок самовпевненого ігнорування законів економічної науки. |
| — Austrian Economics: An Anthology, p. 155 | |

|                                           | Є економіка і є економічна історія. Їх ніколи не слід плутати. |
| — Austrian Economics: An Anthology p. 155 |                                                                |